# Martyniwka (hromada Martyniwka)
Martyniwka (ukr. Мартинівка, przed 2016 Chałturyne, ukr. Халтурине) – wieś na Ukrainie, w obwodzie połtawskim, w rejonie myrhorodzkim. W 2001 liczyła 1722 mieszkańców, wśród których 1653 jako ojczysty język wskazało ukraiński, 42 rosyjski, 3 mołdawski, 11 białoruski, a 13 inny.